# Університет Північного Кентуккі
Northern Kentucky University (NKU, Університет Північного Кентуккі) — є державним університетом, зі спільним навчанням, розташований в Highland Heights, штат Кентуккі, в семи милях на південний схід від Цинциннаті, штат Огайо. Усього в університеті в наш час[коли?] навчається 17000 студентів, з більш ніж 15000 студентів і близько 2000 аспірантів. NKU є третім за величиною університетом в Цинциннаті, також входить в Топ 600 установ призначений журналом Forbes 2010 "America's Best Colleges ".

## Історія

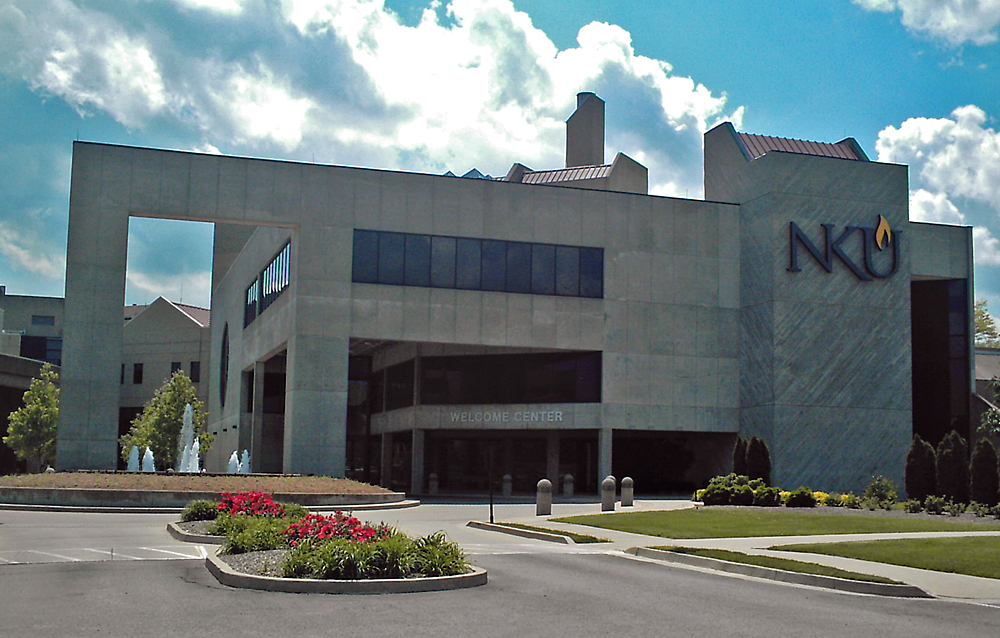
NKU's W. Frank Steely Library Бібліотека

### Рання історія
Історія NKU починається з 1943, коли розширення території для University of Kentucky було відкрито у [[Covington, Kentucky]], відоме як UK Northern Extension Center. Після 20 років використання як центр розширення для UK, він перетворився у самостійний кледж в 1968, тоді NKU мав назву Northern Kentucky State College (NKSC). Через три роки, в 1971, Salmon P. Chase College of Law, створив незалежну кафедру права в Cincinnati, об'єднавшись з Northern Kentucky State College. Основна територія коледжу була переміщена з Covington в Highland Heights, Kentucky у 1972. NKSC випустив перших бакалаврів у травні 1973. Northern Kentucky State College було розширено і прейменовано в Northern Kentucky University у 1976.

### Новітня історія
З часу заснування в 1968 та зміни назви в 1976, NKU був розширений багатьма будівельними проектами, новими факультетами, набагато більша різноманітність студентської спільноти. Нинішній ректор NKU, Dr. James C. Votruba, високо цінується своїми реконструкціями та змінами в системі освіти в університеті після приходу у 1997, допомагає будувати репутацію NKU як високоповажної освітньої установи. Адміністрація ректора вдосконалила стандарти прийому до університету тим самим підвищила академічну міць та середню успішність студентів. Також NKU створив новий логотип та девіз в 2002. В останні роки університет сконцентрувався на будівництві нових корпусів що відповідають усім міжнародним стандартам.

## Розташування та територія університету

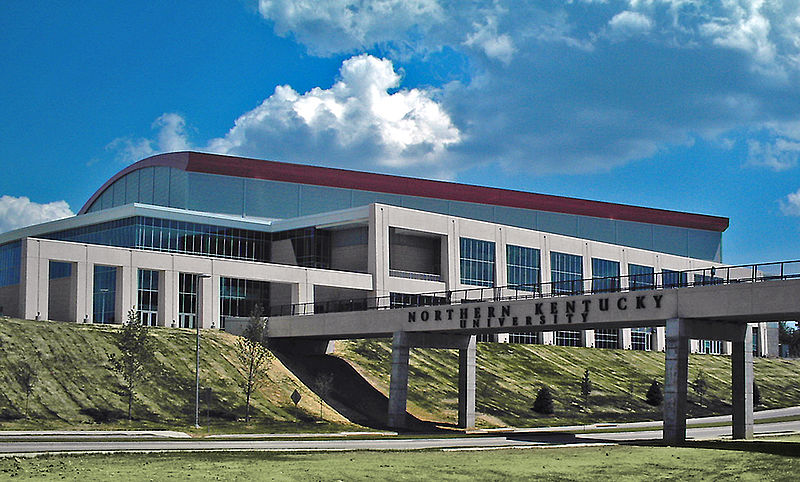
NKU's welcome sign, skywalk, and new arena, The Bank of Kentucky Center

Основне розміщення Northern Kentucky University в Highland Heights, Kentucky займає 1,6 км² території поблизу U.S. Route 27, прямо біля Interstate 275 та Interstate 471, 11 км південніше Cincinnati, Ohio. Територія університету була облаштована на початку 1970х, де першою будівлею був, Nunn Hall, відкритий у 1972.
Близько 1,500 студентів проживає в гуртожитках на території університету, що створює атмосферу меншого, приватного університету, та з ресурсами набагато більшого державного університету.
В останні роки NKU дуже динамічно збільшує територію за рахунок високотехнологічних будівель. $60 мільйонний стадіон Bank of Kentucky Center на разі збудовано для 9,400 глядачів. Він є основним місцепроведенням атлетичних змагань та заходів університету. Стадіон (арена)був названий в ім'ям місцевого банку що дало змогу отримати від нього $5 мільйонів для будівництва.

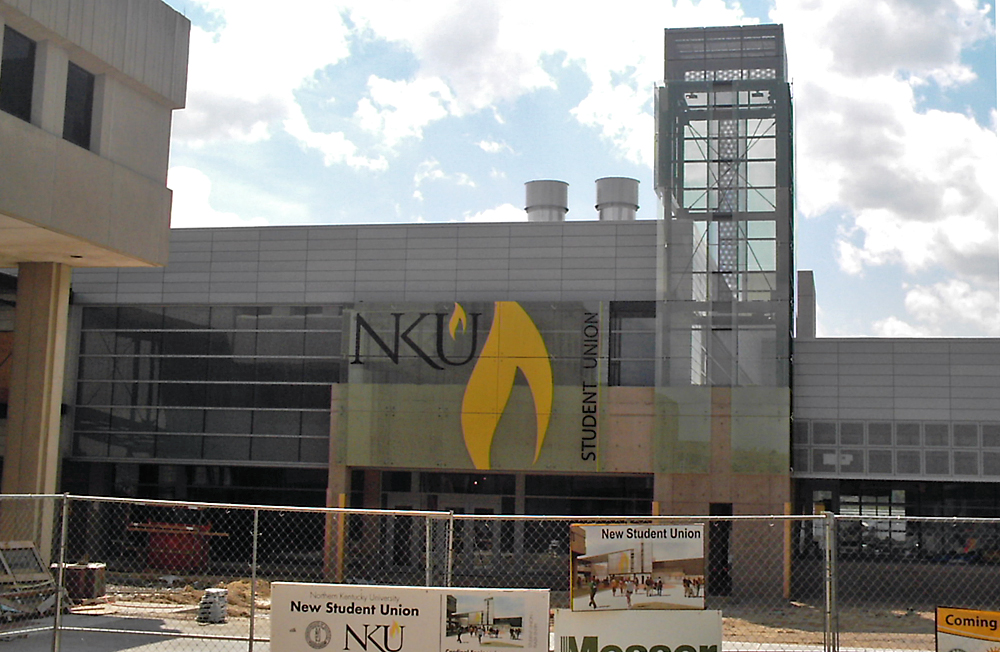
NKU's new Student Union building, under construction as of June 2008

Додаткова, будівля вартістю $37 мільйонів, та площею 13,400 m2 Student Union, була відкрита для студентів у серпні 2008, що дозволило замінити старий центр та задовольнити необхідності студентів. Нова будівля включає кафетерії, магазини, ігрову кімнату, офіси та інші кабінети для студентів.
Інші недавні проекти включають в себе будівництво нового гаража для арени і в європейському стилі обхідними дрогами для керування рухом і управління потоками транспорту.
Останній генеральний план передбачає значне розширення комплексу будівель до 2020 року, у тому числі кілька нових навчальних будівель, будівництво гуртожитків, спортивних майданчиків, автостоянок, доріг.
Університет також є першим освітнім інститутом у світі з лазерним планетарієм, в рамках Dorothy Westerman Hermann Natural Science Center.

## Academics

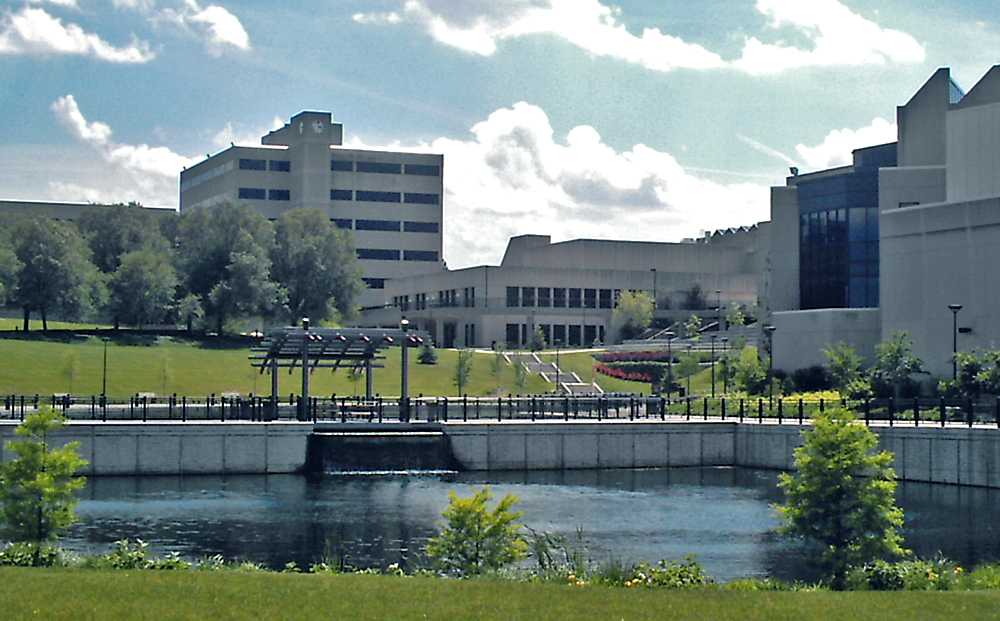
NKU's «Loch Norse» and nearby buildings

### Colleges
Northern Kentucky University виріс включивши шість коледжів. Найновіші коледжі є коледж інформатики, заснована в 2006 році, замінивши коледж підвищення кваліфікації.
- College of Arts and Sciences
- Haile/US Bank College of Business
- College of Education and Human Services
- College of Informatics
- School of Nursing and Health Professions
- Salmon P. Chase College of Law

### Бібліотеки
Основні бібліотеки університету є Chase Law Library, заверша в 1975 році і названа на честь першого президента університету. 9,1 млн дол США обійшлося оновлення та розширення проекту що завершився в 1995 році. На п'яти поверхах бібліотеки містятся більше 300000 томів, більш ніж 18000 пов'язані з періодичними виданнями, і приблизно 1,4 млн мікроформ.
Двоповерхова Chase Law Library, є інша бібліотека на території університету, вона містить понад 313000 томів і 57000 монографічних і серійних видань.

## Президенти університету
- Dr. W. Frank Steely, 1968—1972
- Dr. Ralph Tesseneer, 1972—1973 (Тимчасовий)
- Dr. A.D. Albright, 1973—1983
- Dr. Leon Boothe, 1983—1996
- Jack M. Moreland, 1996—1997 (Тимчасовий)
- Dr. James Votruba, 1997- дотепер